# Titanfall
Titanfall — многопользовательский сетевой научно-фантастический шутер от первого лица с элементами симулятора меха, разработанный американской компанией Respawn Entertainment (версия Titanfall для Xbox 360 разрабатывается студией Bluepoint Games. Издатель игры — Electronic Arts. Официальный анонс игры состоялся 12 июня 2013 года на выставке E3. Релиз игры состоялся 11 марта 2014 года на PC и Xbox One, а также 8 апреля — на Xbox 360. 1 декабря 2021 года игра была снята с продажи.

## Геймплей
Игроки управляют Пилотами — бойцами элитного спецназа противоборствующих сторон. Пилоты могут использовать разнообразное оружие и снаряжение, которое игрок может настроить на свой вкус. Пилоты также используют реактивный ранец, который значительно расширяет возможности передвижения, а также специальные ножи, которые позволяют быстро взламывать тяжёлые орудия и вражескую механизированную пехоту — Спектров. Кроме того, все пилоты имеют право на вызов Титана, который требует некоторого времени для подготовки к бою. Это время можно сократить, нанося урон вражеской пехоте, Пилотам и Титанам.
Титан — семиметровый боевой робот, которого сбрасывают с орбиты. Его класс и снаряжение также изменяется игроком. Титан может наносить огромный урон пехоте и Пилотам, но он уязвим для «родео-атак» — прыжков Пилотов и Спектров на верхнюю часть Титана.
Кроме того, в бою обычно участвует пехота — обычные пехотинцы и роботы-спектры. Им редко удаётся убить Пилота, однако они могут наносить большой урон Титанам.
Существует много режимов игры, как стандартные — «бой на истребление», «захват точек» — так и необычные — «приговор-смерть», «последний из титанов» и т. д.

## Разработка
6 июня 2013 года студия Respawn Entertainment рассказала журналу «Game Informer» о своём дебютном проекте под названием Titanfall. Стало известно, что игра представляет собой шутер от первого лица, рассчитанный на сетевые баталии с участием до 12 игроков. Важной составляющей игрового процесса названы «Титаны» — огромные шагающие боевые роботы, которыми игрок сможет управлять. Были также объявлены платформы, на которые выйдет игра: PC, Xbox 360 и Xbox One. Более подробную информацию об игровом процессе было обещано предоставить на грядущей выставке E3 в рамках пресс-конференции Microsoft.
Официальный анонс игры состоялся на ежегодной выставке E3 12 июня 2013 года. Показанный трейлер и геймплейное видео произвели хорошее впечатление на посетителей выставки. Новостью для игроков стало заявление разработчиков об отсутствии в игре одиночного режима, так как по исследованиям небольшое количество игроков проходят кампанию, и о маловероятности поддержки мультиплеера между разными платформами. Сама же студия Respawn призналась, что отсутствие одиночной кампании в игре сделало более сложным маркетинговое позиционирование игры. Именно поэтому уже на ранних стадиях разработки студия решила представить общественности живую запись игрового процесса, а не смонтированные трейлеры, как это обычно делают при рекламе игр, находящихся в разработке.
Titanfall был отмечен многими игровыми изданиями и получил множество престижных наград на «E3 2013 Game Critics Awards», среди которых: «Лучшая игра выставки», «Лучшая оригинальная игра», «Лучшая консольная игра», «Лучшая игра для РС», «Лучший шутер» и «Лучший мультиплеер», опередив таких гигантов жанра как Battlefield 4 и Call of Duty: Ghosts. Появление большой порции новостей об игре ожидается на выставке Spike VGX, которая пройдёт в начале декабря 2013 года.
В конце ноября 2013 года издатель Titanfall в ходе разговора с инвесторами выражает уверенность в том, что оригинальная игра получит продолжение, и высказывается предположение о возможности снятия эксклюзивности игры для консолей от Microsoft и PC. Сами же создатели так же считают, что эксклюзивность проекта распространится только на первую часть игры. В конце марта 2014 года появляется информация о том, что EA обладает правами на игру под названием Titanfall 2 и она уже не будет эксклюзивом для Microsoft платформ.
Релизная версия игры не будет поддерживать модификации, но студия рассмотрит возможность добавления этой функции после выхода игры. Количество человек в одной сетевой игре ограничено, одновременно могут играть только 12 человек (введение ограничения связано с большой свободой перемещения, при которой с большим количеством участников игровой процесс теряет привлекательность), что для некоторых игроков стало большим огорчением, некоторые даже отменили свои предзаказы. Журналисты же, которые играли в игру, сообщают, что игроки зря огорчаются раньше времени — игровой процесс очень захватывает и при игре 6 на 6 ни на одной карте игрок не чувствует себя одиноко, постоянно происходит какое-то действие, требующее реакции.
Студия таким образом разрабатывает игру, чтобы установка новых обновлений не прерывала игровой процесс и проходила для игроков незаметно.
В середине января 2014 года объявлено, что для консоли Xbox One будет выпущен коллекционный контроллер, оформленный в стиле игры Titanfall. Так же будет выпущена специальное Titanfall-издание консоли Xbox One (консоли раскуплены за один день с момента старта приёма предзаказов на них). С контроллером же, который идёт по умолчанию в комплекте с приставкой, есть какие-то проблемы и студия работает с Microsoft над их устранением.
В конце января 2014 года сообщается, что разработка игры Titanfall в версии для Xbox 360 отдана студии Bluepoint Games, которая занималась адаптацией/портированием старых версий игр Sony для консолей более нового поколения: HD Collection: Metal Gear Solid 1-3, HD Collection: Ico & Shadow of the Colossus, Flower. А известный ресурс The Verge называет Titanfall первым настоящим проектом для консолей следующего поколения, так как студия-разработчик создаёт игру только для новой консоли и платформы PC, то есть в первом случае будет использован максимум ресурсов без оглядки на более старую версию Xbox, чего не было ещё сделано ни для Xbox One и PlayStation 4 (объём инсталляции игры в версии для Xbox One занимает 17Гб, а в версии для ПК — 48Гб, что объясняется несжатым аудио контентом, наличие которого позволяет выиграть в производительности игры).
В начале февраля опубликованы официальные системные требования игры Titanfall в версии для PC.
В это же время сообщается, что игра поступит в продажу с тремя типами мехов. Студия занимается разработкой DLC для Titanfall, возможно, что в них появятся не только новые карты, но и новые режимы игры, и типы мехов.
В начале февраля 2014 года сообщается, что версии Titanfall для консоли Xbox 360 появится в продаже на две недели позже чем версия для PC и Xbox One — 25 марта 2014 года. Задержка связана с тем, что на игру уже поступило около 3.5 млн предзаказов и Electronic Arts берёт небольшой тайм-аут для удовлетворения разместивших предзаказы. Позже выход игры для Xbox 360 сдвинут ещё на две недели — на 8 апреля 2014 года (хотя в некоторых точках продажи игра становится доступна для покупки раньше назначенной даты). В этот раз представитель EA заявил, что дополнительная задержка связана с возможностью улучшить качество игры для приставки прошлого поколения (по этим же соображениям было принято решение распространять игру в версии для Xbox 360 только на физических носителях). За несколько дней до выхода версии игры для Xbox 360 в продажу представитель Bluepoint Games заявил, что игра будет выдавать больше 30 fps на консолях прошлого поколения, а в остальном студии удалось сохранить атмосферу оригинальной игры. Независимые замеры показали, что в среднем версия для Xbox 360 выдаёт 46.5 fps. DLC для Titanfall в версии для Xbox 360 будут выходить также с запозданием от версий для Xbox One и PC, что связано с процессом передачи готового продукта от Respawn Entertainment к Bluepoint Games. Задержка в выходе может составлять до одного месяца.
На консоли Xbox One игра идёт в разрешении 792p, что возможно можно объяснить тем, что изначально Titanfall задумывался как игра только для PC. Однако создатели не исключают вероятность того, что разрешение удастся повысить после выхода игры.
26 февраля 2014 года представлено коллекционное издание Titanfall.
27 февраля 2014 года игра Titanfall ушла в печать.
28 февраля 2014 года компания Microsoft анонсирует, что к запуску игры компания проведёт специальное мероприятие, посвященное этому событию, трансляция будет вестись в прямом эфире через Интернет.
11 марта 2014 года игра Titanfall поступает в продажу. Издатель ожидает хорошие показатели продаж игры: по оценке в 4 фискальном квартале 2013 года будет продано порядка 2.4 млн копий, а за 2014 финансовый год — 6 млн копий.
Сразу после выхода игры в официальную продажу Respawn Entertainment заявила, что в игре уже обнаружены игроки-читеры, с которыми она борется.
21 марта 2014 года представитель компании Microsoft заявляет, что появление игры Titanfall в портфеле эксклюзивов Microsoft существенно улучшили показатели продаж консоли Xbox One.
В середине мая 2014 года выходит сопровождающее игру приложение для iOS, Android и Windows Phone 8, дающее игрокам дополнительные возможности.

### Альфа и бета-версии Titanfall
В декабре 2013 года студия-разработчик сообщила, что серьёзно рассматривает возможность публичного бета-тестирования игры. В середине января пользователям из Северной Америки, игрокам Battlefield 4, студия рассылает приглашения на участие в альфа-тестировании игры, новостей про публичное бета-тестирование игры студия не предоставляет. Для обработки заявок на участие в альфа-тестировании студия запускает отдельный сайт.
В начале февраля 2014 года студия сообщает, что бета-версия Titanfall находится на стадии сертификации и позже будет объявлена дата начала публичного бета-тестирования (участие в бета-тестирование не требует размещения предзаказа на игру). Для участия в процессе игрокам обязательно потребуется Origin аккаунт.
11 февраля 2014 года началась регистрация игроков, желающих участвовать в бета-тестировании Titanfall (платформы PC и Xbox One). Бета-тестирование началось 14 февраля 2014 года, а выбранным для тестирования игрокам до 16 февраля 2014 года были разосланы пригласительные письма. Изначально планировалось проводить бета-тест до 18 февраля, затем, 17 февраля, когда он стал открытым, было объявлено о его продлении до 20 февраля.
После окончания бета-тестирования студия объявила, что в процессе тестирования приняло участие 2 млн человек.

## Рецензии и награды
| Сводный рейтинг       | Сводный рейтинг           |
| Агрегатор             | Оценка                    |
| --------------------- | ------------------------- |
| GameRankings          | XONE: 86,71 % PC: 84,77 % |
| Русскоязычные издания |                           |
| Издание               | Оценка                    |
| PlayGround.ru         | 9/10                      |
| Riot Pixels           | 75 %                      |

Игра Titanfall стала номинантом престижных игровых премий самых крупных игровых мероприятий 2013—2014 г.
Игровыми ресурсами и критиками игра была оценена очень высоко. Оценки, полученные Titanfall, в подавляющем большинстве выше средних:
- Polygon — 9/10
- Videogamer — 8/10
- Xbox Achievements — 90/100
- NowGamer — 9/10
- CVG — 9/10
- Gamespot — 9/10
- Joystiq — 4.5/5
- GameReactor — 9/10
- GamesRadar — 4/5
- AusGamers — 8.7/10
- GamePlanet — 9.5/10
- VentureBeat — 82/100
- The Escapist — 4/5
- USgamer — 4/5
- GameCount — 8.3/10

Такие большие неигровые издания, как The Verge и Wired, посвятили обзору игры отдельные статьи. Журналисты, которые не являются фанатами онлайн шутеров, основной проблемой которых является долгий процесс обучения и набора опыта, после чего игра на самом деле начинает приносить удовольствие, признаются, что за игрой Titanfall даже они провели много времени. В отсутствие одиночной кампании игра уделяет обучающему процессу больше внимания чем остальные шутеры. Новичкам предлагается пройти обучающий курс, в ходе которого игрока учат основам игрового процесса, дают посражаться с ботами для освоения механики игры. Введение в игру больших и персональных роботов, что значит, что никто другой, кроме вызвавшего его игрока, в него сесть не может, так же облегчает игру новичкам, так как роботы имеют большое преимущество перед пехотой, которой в данном случае не помогает больший опыт в онлайн шутерах, — новичок в мехе имеет намного больше шансов выйти победителем, встретившись один на один с даже очень опытным игроком. Даже безнадёжно проигравшей команде игра предоставляет возможность заработать бонусные очки опыта за счёт выполнения дополнительного задания — на карте обозначается зона погрузки и проигравшим предлагается спастись на корабле своей коалиции, что делает игровой процесс более интересным для обеих команд. Проигравшая, но использовавшая дополнительную возможность, команда тоже чувствует себя победителем. Такие небольшие на первый взгляд изменения в механике классического режима deathmatch в корне меняют восприятие игры, делая её более привлекательной для большего количества игроков.

## Факты
- Производитель конструкторов K'nex ещё до выхода игры Titanfall заявила, что будет производить игрушки с героями из вселенной игры[76]. Позже о выпуске фигурок заявил и производитель Threezero[77];
- Игра появляется в одной из серий сериала NCIS: Los Angeles[78];
- Бывший старший дизайнер Infinity Ward Мохаммед Алави (англ. Mohammad Alavi), ушедший вместе с Зампеллой и Уэстом в Respawn Entertainment для работы над Titanfall, после выхода игры выложил видеоролик о том, как в Titanfall создавалась анимация[79];
- Для получения ещё лучшей картинки на платформе PC студия работает с Nvidia над применением в Titanfall некоторых технологий NVIDIA GameWorks[80];
- Игра Titanfall воссоздана в другой игре — Minecraft[81];
- Студия Respawn Entertainment долго выбирала движок, на котором будет создан Titanfall. Среди возможных вариантов рассматривался Unreal Engine, движок от Zero от Pandemic Studios. В итоге выбор остановился на движке Source от Valve. Первые же прототипы игры были созданы на движке Luma, на котором сделана игра Ratchet & Clank Future: A Crack in Time[82];
- До того, как игра Titanfall стала эксклюзивом для Microsoft, студия обратилась к Sony для выяснения спецификаций ещё не вышедшей тогда приставки PlayStation 4. Sony отказалась предоставить запрашиваемую информацию, но предложила помощь в создании версии игры для PS Vita[83].